# Prvenstvo Anglije 1957
Prvenstvo Anglije 1957 v tenisu.

## Moški posamično
Lew Hoad :  Ashley Cooper, 6-2 6-1 6-2

## Ženske posamično
Althea Gibson :  Darlene Hard, 6-3, 6-2

## Moške dvojice
Budge Patty /  Gardnar Mulloy :  Neale Fraser /  Lew Hoad, 8–10, 6–4, 6–4, 6–4

## Ženske dvojice
Althea Gibson /  Darlene Hard :  Mary Bevis Hawton /  Thelma Coyne Long, 6–1, 6–2

## Mešane dvojice
Darlene Hard  /  Mervyn Rose :  Althea Gibson /  Neale Fraser, 6–4, 7–5